# Bartłomiej Pękiel
Bartłomiej Pękiel (Pekiel) (* nach 1600; † um 1670 in Krakau) war ein polnischer Komponist des Barock.

## Leben und Werk
Laut Johann Mattheson war Pękiel von deutscher Herkunft, doch da hierfür keine Belege zu finden sind, gilt diese Angabe als nicht gesichert. Pękiel war ab 1630 Organist am Königshof und Assistent von Marco Scacchi, dem königlichen Kapellmeister in Warschau, später erhielt er selber diese Position, die er von 1649 bis 1655 bekleidete. 1657 wechselte er nach Krakau und wurde der Nachfolger von Franciszek Lilius als Kapellmeister an der dortigen Wawel-Kathedrale. Nach 1664 verliert sich seine Spur in den Quellen, doch wird sein Tod um das Jahr 1670 herum angenommen, da im Oktober dieses Jahres die Stelle des Domkapellmeisters neu besetzt wurde.
Pękiel war neben Marcin Mielczewski und Adam Jarzębski bestimmend für das künstlerische Niveau der Warschauer Hofkapelle, die zu dieser Zeit von italienischen Einflüssen geprägt war und Elemente der Mehrchörigkeit aufnahm. Sein Dialog-Oratorium Audite mortales ist der einzige Beitrag eines polnischen Barockkomponisten zu dieser Werkgattung.

## Werke (Auswahl)
Seine rund 30 überlieferten Sakralkompositionen, für mehrstimmigen Chor mit Instrumentalbegleitung, sind im aus Italien kommenden „style-concertato“ komponiert. 
- Missa pulcherrima
- Missa Paschalis
- Missa concertata "La Lombardesca"
- Missa a 4 voci
- Missa senza le cermonie
- Ave Maria. Motette
- Nativitas tua. Motette (ATTB)
- O adoranda Trinitas. Motette (ATTB)
- Magnum nomen Domini. Motette (CATB)
- Resonet in Laudibus. Motette (CATB)
- Salvator orbis. Motette (CATB)
- Domine ne in furore. Motette, (ATTB)
- Quae est ista. Motette, (ATTB)
- O Salutaris Hostia, Motette, (ATTB)
- Sub Tuum Praesidium. Motette (ATTB)